# Mentiras perfectas
Mentiras perfectas es una serie de televisión colombo-ecuatoriana producida y emitida originalmente por Caracol Televisión ; coproducida con Warner Bros. Television y Teleamazonas. Es la adaptación de la serie de televisión estadounidense Nip/Tuck, original de Ryan Murphy, de la cadena FX, escrita y adaptada para Latinoamérica por la libretista Claudia Fernanda Sánchez. Está protagonizada por Carolina Gómez, Michel Brown y  Emmanuel Esparza. Se estrenó el 28 de octubre de 2013 y concluyó el 24 de enero de 2014.

## Sinopsis
Cristóbal es un apuesto, ambicioso y desafiante cirujano que jamás sigue las reglas, y es justamente el opuesto exacto de su socio y amigo Santiago, quien es un rígido hombre atrapado en un matrimonio rutinario. Por su parte, Julia es una mujer que tras el nacimiento de su hijo, abandonó sus sueños de convertirse en médico, y sin darse cuenta terminó entristecida, viviendo bajo la sombra de Santiago y sus logros profesionales.
A lo largo de la trama, los tres deberán sobrellevar decepciones, traiciones y situaciones por demás complicadas, escondidas detrás de la mentira perfecta que se construyeron y bajo la cual han vivido tantos años y la verdad es que cada uno envidia la vida del otro en secreto.

## Reparto

### Principal
- Carolina Gómez  como Julia Pombo Polanco[13]
- Michel Brown como Santiago Ucrós[13]
- Emmanuel Esparza como Cristóbal Alzate[13]
- Natasha Klauss como Alicia María Rivera[13]
- Andrea López como Kimberly Jones[13]
- Javier Ramírez como Matías Ucrós Pombo[13]
- Manuela González como Catalina Uribe[13]
- Laura Ramos como Johanna Cruz[13]
- Sofía Blanchet como Cecilia[14]
- Carlos Serrato como Mauricio Sáenz[15]
- Ana María Kamper como Gloria "Glorita" viuda de Arciniegas[16]
- Viviana Santos como Mariana "Mary"
- Laura Torres como Lucía Cruz
- Laura Salazar como Natalia[17]
- Cristian Ruiz como Sergio "Yeyo" González Lara[18]
- Robinson Díaz como Mario Quintero "El Carnicero"[19]
- Stephania Duque como Camila

### Personajes secundarios
- Ángela Vergara como Emilia Toro[20]
- Guillermo Olarte como Donaldo Villareal
- Norma Nivia como Carla Mújica[19]
- Paola Turbay como Susana Lara[21]
- Patricia Castañeda como Amparo Parra[22]

### Actuación especial
- Andrea Guzmán como Capitana Tania Rivero[23]
- Andrés Felipe Martínez como Alfonso Maya
- Carlos Duplat como Profesor Jairo Moreno
- Carlos Vergara Montiel como capitán Esteban Caicedo
- Carmenza Cossio como Rebeca
- Claudia Rocío Mora como Yury
- David Noreña como Weimar Pardo alias John Poveda
- Gastón Velandia como Padre Cifuentes
- Isabela Córdoba como Pilar
- Javier Gnecco como Leonardo
- Juan Alfonso Baptista como Felipe[24]
- Juan Carlos Messier como Carlos
- Jennifer Steffens como Ángela
- John Alex Toro como Sofía López[25]
- Judy Henriquez como Olga de Naranjo[26]
- Julieth Restrepo como Edilma Gutiérrez[27]
- Kriss Cifuentes como Rodrigo Serna "Rocko"[28]
- Lucho Velasco como Luis Eduardo[29]
- Luis Carlos Fuquen como Martín
- Marcela Gallego como  Beatriz
- Marcelo Dos Santos como Fabio
- María Luisa Flores como Adriana Martínez
- Margarita Reyes como Cármen Rojas/Diana Ramírez[30]
- Martha Liliana Ruiz como "Lulú"
- Miguel González como Nelson
- Myriam de Lourdes como Mercedes Moreno
- Rita Bendek como Angélica Polanco
- Saín Castro como Roberto
- Sebastián Caicedo como Iván Pérea
- Silvia de Dios como Margarita
- Variel Sánchez como Fredy Porras
- Victor Hugo Morant como Benjamín Blanco

## Premios y nominaciones

### Premios Tvynovelas[31]
| Año  | Categoría                                      | Nominado                   | Resultado |
| ---- | ---------------------------------------------- | -------------------------- | --------- |
| 2014 | Mejor Serie/Serie Favorita                     | Mejor Serie/Serie Favorita | Ganadora  |
| 2014 | Mejor actriz protagónica de serie              | Carolina Gómez             | Ganadora  |
| 2014 | Mejor actor protagónico de serie               | Michel Brown               | Nominado  |
| 2014 | Mejor actor protagónico de serie               | Emmanuel Esparza           | Ganador   |
| 2014 | Mejor actriz antagónica de serie               | Paola Turbay               | Ganadora  |
| 2014 | Mejor actor antagónico de serie                | Róbinson Díaz              | Ganador   |
| 2014 | Mejor actriz de reparto de serie               | Natasha Klauss             | Nominada  |
| 2014 | Mejor actriz de reparto de serie               | Andrea Lopez               | Nominada  |
| 2014 | Mejor revelación del año de telenovela o serie | Javier Ramírez Espinosa    | Ganador   |
| 2014 | Mejor director de telenovela o serie           | Andrés Marroquín           | Nominado  |

### Premios India Catalina[32]
| Año                                            | Categoría                                                                       | Receptor                                | Resultado |
| ---------------------------------------------- | ------------------------------------------------------------------------------- | --------------------------------------- | --------- |
| XXX Premios India Catalina 13 de marzo de 2014 | Mejor serie o miniserie                                                         | Mejor serie o miniserie                 | Nominada  |
| XXX Premios India Catalina 13 de marzo de 2014 | Mejor actriz protagónica de serie o miniserie                                   | Carolina Gómez                          | Ganadora  |
| XXX Premios India Catalina 13 de marzo de 2014 | Mejor actor antagónico de telenovela, serie o miniserie                         | Carlos Serrato                          | Ganador   |
| XXX Premios India Catalina 13 de marzo de 2014 | Mejor director de serie o miniserie                                             | Andrés Marroquín María Cecilia Vásquez  | Nominados |
| XXX Premios India Catalina 13 de marzo de 2014 | Mejor adaptación de obra literaria o libreto para telenovela, serie o miniserie | Claudia Fernanda Sánchez                | Nominada  |
| XXX Premios India Catalina 13 de marzo de 2014 | Mejor fotografía de serie o miniserie                                           | Juan Carlos Morelos Germán Giraldo      | Nominados |
| XXX Premios India Catalina 13 de marzo de 2014 | Mejor arte de serie o miniserie                                                 | Diego Guarnizo Germán Lizarralde        | Nominados |
| XXX Premios India Catalina 13 de marzo de 2014 | Mejor edición de serie o miniserie                                              | Sandra Rodríguez                        | Nominada  |
| XXX Premios India Catalina 13 de marzo de 2014 | Mejor banda sonora de telenovela o serie                                        | Juan Gabriel Turbay y Samuel Lizarralde | Nominados |

### Premios Farándula Caracol
| Año  | Categoría           | Nominado                                    | Resultado |
| ---- | ------------------- | ------------------------------------------- | --------- |
| 2014 | Mejor Producción    | Mejor Producción                            | Ganadora  |
| 2014 | Mejor Actriz        | Carolina Gómez                              | Ganadora  |
| 2014 | Mejor Actor         | Emmanuel Esparza                            | Ganador   |
| 2014 | Momento más Picante | Cristóbal se deja seducir por Kimberly      | Ganador   |
| 2014 | Mejor Exclusivo Web | Página de Efectos Especiales                | Ganador   |
| 2014 | Mejor Pelea         | Fuerte discusión entre Santiago y Cristóbal | Ganadora  |
| 2014 | Mejor Beso          | Cristóbal besa a Julia en el hospital       | Ganador   |